# Forêt d'Hardelot

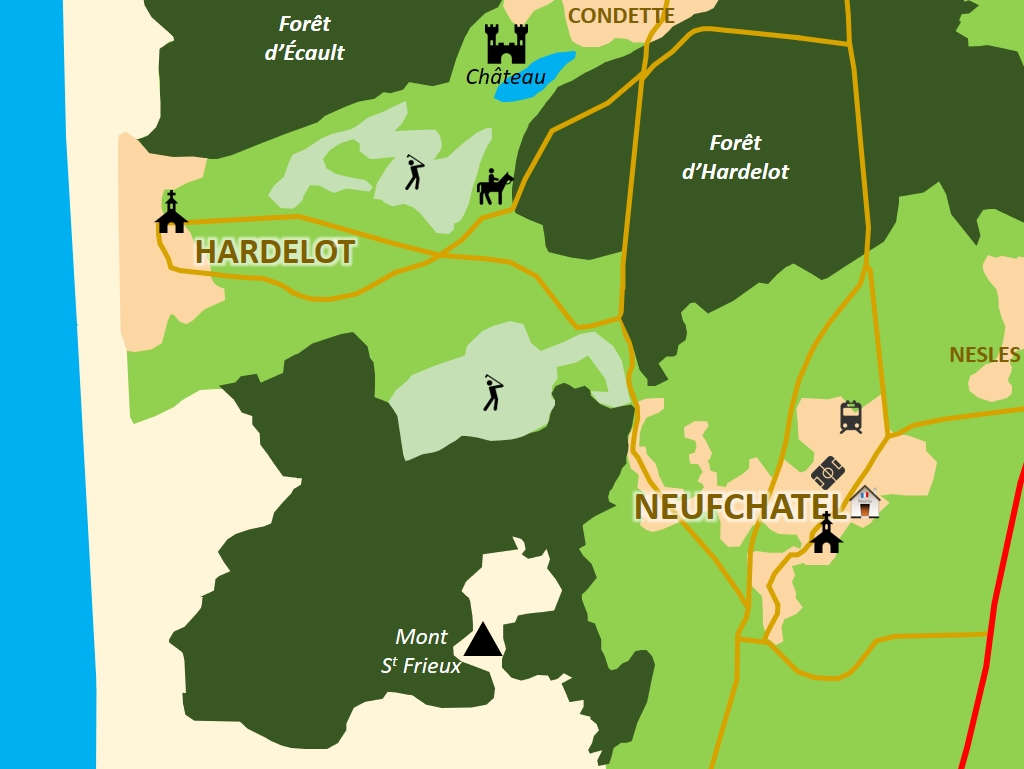

Het Forêt d'Hardelot (Frans: Forêt domaniale d'Hardelot) is een bos dat zich bevindt in de tot het Franse departement Pas-de-Calais behorende gemeenten Neufchâtel-Hardelot en Condette.
De oppervlakte bedraagt 621 ha en de hoogte varieert van 15-72 meter.
Het bosgebied was vroeger een koninklijk domein en werd na de revolutie een staatsbos. Het ligt ten zuiden van het riviertje Ecames. Het ligt op een plateau tussen de duinen en het landschap van de Boulonnais. De grond is er vruchtbaar en men vindt er veel loofbos. Er is een grote rijkdom aan planten en dieren, zoals de baardvleermuis en de grootoorvleermuis, de boomkikker en de zwarte specht.
Het bos bestaat voor 32% uit essen, voor 22% uit zomereik, voor 12% uit zwarte els, voor 11% uit beuken, voor 6% uit berken, voor 5% uit haagbeuk, voor 8% uit andere loofbomen en voor 4% uit naaldbomen.
Door het bos lopen diverse wandelpaden.